# Serra Baccellaia
Serra Baccellaia è una dorsale dell'isola d'Elba situata presso Serraventosa, alle pendici del Monte Giove, di cui costituisce un contrafforte in direzione ovest. Il toponimo, documentato dal XIV secolo, si riferisce ad antiche coltivazioni di Vicia faba o altre leguminose in età medievale.

## Ambiente
La vegetazione è composta da macchia mediterranea di Arbutus unedo e Quercus ilex.